# Фільм-катастрофа
Фільм-катастрофа (англ.disaster film) — фільм, герої якого потрапили в  катастрофу і намагаються врятуватися. Специфічний різновид трилера і драми. Мова може йти як про природну катастрофу (смерч, землетрус, виверження вулкана тощо), так і про техногенну катастрофу (катастрофа літака, наприклад).
Фільм-катастрофа прийшов на зміну пеплуму та нео-вестерну як найбільш касового жанру Голлівудського кіно на початку 1970-х років, після виходу на екрани таких чемпіонів касових зборів, як «Аеропорт» (1970) і « Пригода „Посейдона“» (1972). Далі цю формулу розробляли «Землетрус» (1974), «Гінденбург» (1975) та деякі інші стрічки. У другій половині 1970-х популярність жанру помітно пішла на спад. Перший радянський фільм-катастрофа — «Екіпаж» — вийшов на екрани в 1979 році.
У 1990-і роки, у зв'язку з бурхливим розвитком комп'ютерних спецефектів, фільми-катастрофи — «Швидкість», «Армагеддон», «Зіткнення з безоднею» — знову вибилися в чемпіони американського прокату, а історичний фільм-катастрофа «Титанік» (1997) взагалі став найкасовішим фільмом в історії. Після тріумфу «Титаніка» жанр вступив у нову смугу кризи, а в 2008 році вийшла пародія на фільми-катастрофи — «Нереальний блокбастер».
У представників жанру 2000-х — «Післязавтра» (2004), «Явище» (2008), «Знамення» (2009), «2012 (фільм)» (2009), — катастрофа, що насувається, як правило, має не локальний, а вселенський характер. Причинами катастрофи стають доведені до апокаліптичного масштабу глобальне потепління, сонячний спалах та подібні явища, можливий негативний вплив яких на людство регулярно обговорюється в популярних засобах масової інформації.

## Початок
Тема катастроф у фільмах з'явилася з появою кінематографа. Одним із найперших став фільм Пожежа! (1901), створений Джеймсом Вільямсоном з Англії. У німому фільмі зображено будинок у вогні та пожежників, які прибули, щоб загасити полум'я та врятувати мешканців. Витоки жанру також можна знайти в Ніч і лід (1912), про загибель «Титаніка»; Атлантида (1913), також про «Титанік»; в данському фільмі Кінець світу (1916), (про комету); також Ноїв ковчег (1928), біблійна історія з книги Буття про великий потоп; Потоп (1933), про припливні хвилі, що спустошують Нью-Йорк; й Останні дні Помпеї (1935), присвячені виверженню вулкана Везувій у 79 році нашої ери.
Ураган Джона Форда (1937) розповідає про тропічний циклон і вигаданий острів у південній частині Тихого океану. Драма Сан-Франциско (1936) зобразила історичний землетрус у Сан-Франциско 1906 року. В У старому Чикаго (1937) відтворена Велика чиказька пожежа, яка охопила місто в 1871 році. У фільмі Керол Рід 1939 року Зірки дивляться вниз розповідається про катастрофу на вугільній шахті в Північно-Східній Англії.
Натхненні закінченням Другої світової війни та початком атомної ери, науково-фантастичні фільми 1950-х років, зокрема Коли світи зіштовхнуться (1951), Війна світів (1953) і Ґодзілла, король монстрів! (1956), використовували в сюжеті елементи жанру катастроф. Ця тенденція продовжуватиметься у Смертоносному богомолі (1957), Дні, коли Земля загорілася (1961) та Тріщина у світі (1965). Вулканічні катаклізми також будуть фігурувати в таких фільмах, як Диявол о 4 годині (1961) зі Спенсером Трейсі та Френком Сінатрою в головних ролях, а також епічний Кракатау, на схід від Яви 1969 року з Максиміліаном Шеллом.

## Умовний поділ фільмів-катастроф
Умовно фільми-катастрофи можна розділити на такі піджанри:
- Техногенні катастрофи. Носять, як правило, локальний характер. У них герої намагаються врятуватися з корабля, що зазнав аварії, падаючого літака і т. д.
- Природні катаклізми.
  - Локальні природні катаклізми. Пожежа, виверження вулкана, смерч, цунамі тощо.
  - Глобальні природні катаклізми, де смерть загрожує усій планеті (від падіння на землю метеорита, наприклад).

## Літературні джерела
Фільми-катастрофи часто засновані на романах. У багатьох випадках ці романи були бестселерами чи які привернули сильну увагу критиків: Аеропорт (на основі роману Артура Хейлі), Пригоди Посейдона (за романом Павла Галліко), Пекло в піднебессі (від циклу романів «Башта» Річарда Мартіна Стерна).